# Vila Flor (Brazilië)
Vila Flor is een gemeente in de Braziliaanse deelstaat Rio Grande do Norte. De gemeente telt 2.745 inwoners (schatting 2009).